# Harahan
Harahan – miasto w Stanach Zjednoczonych, w stanie Luizjana, w parafii Jefferson.